# La Torraza de Farlete

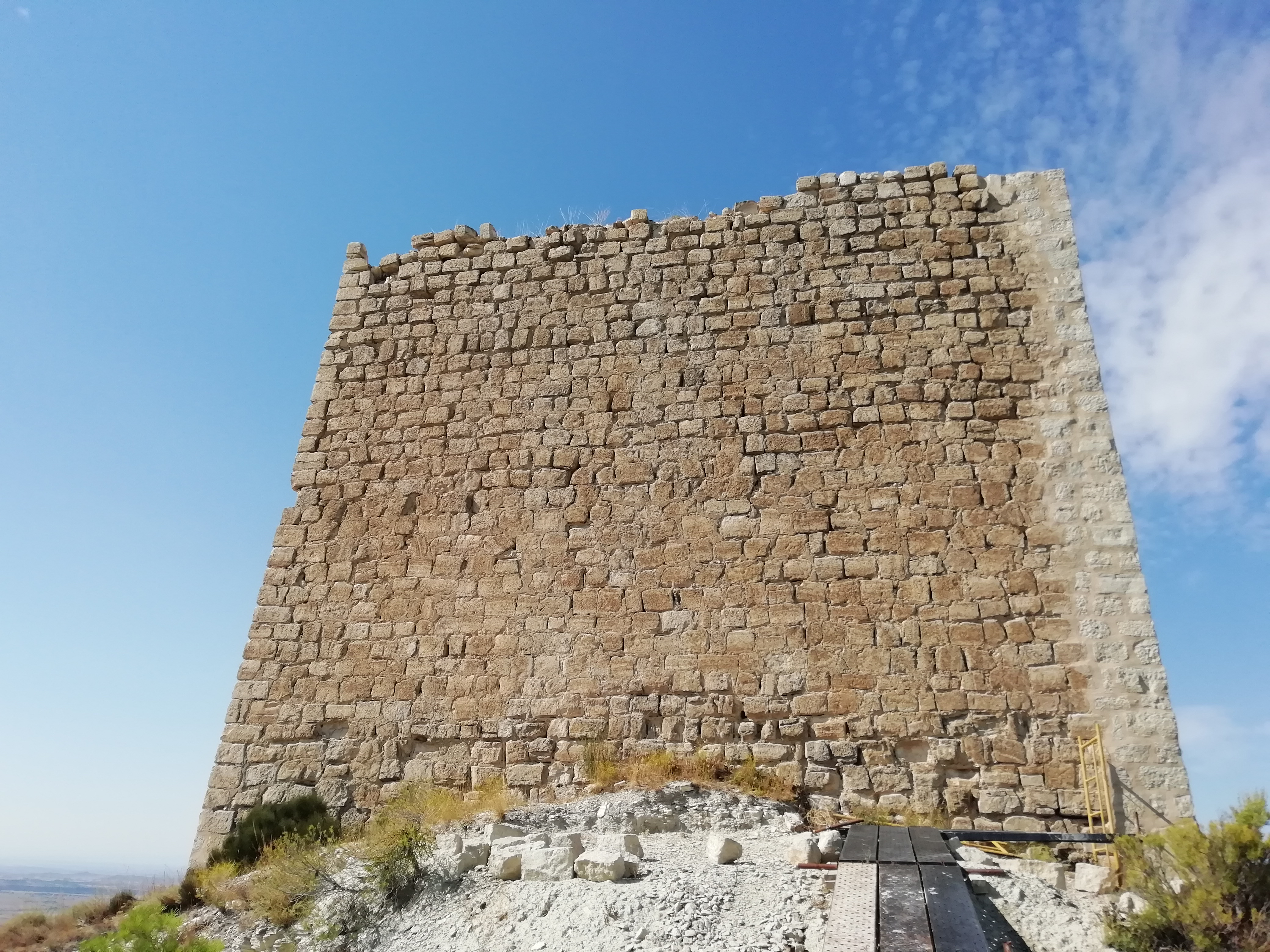
La Torraza de Farlete.

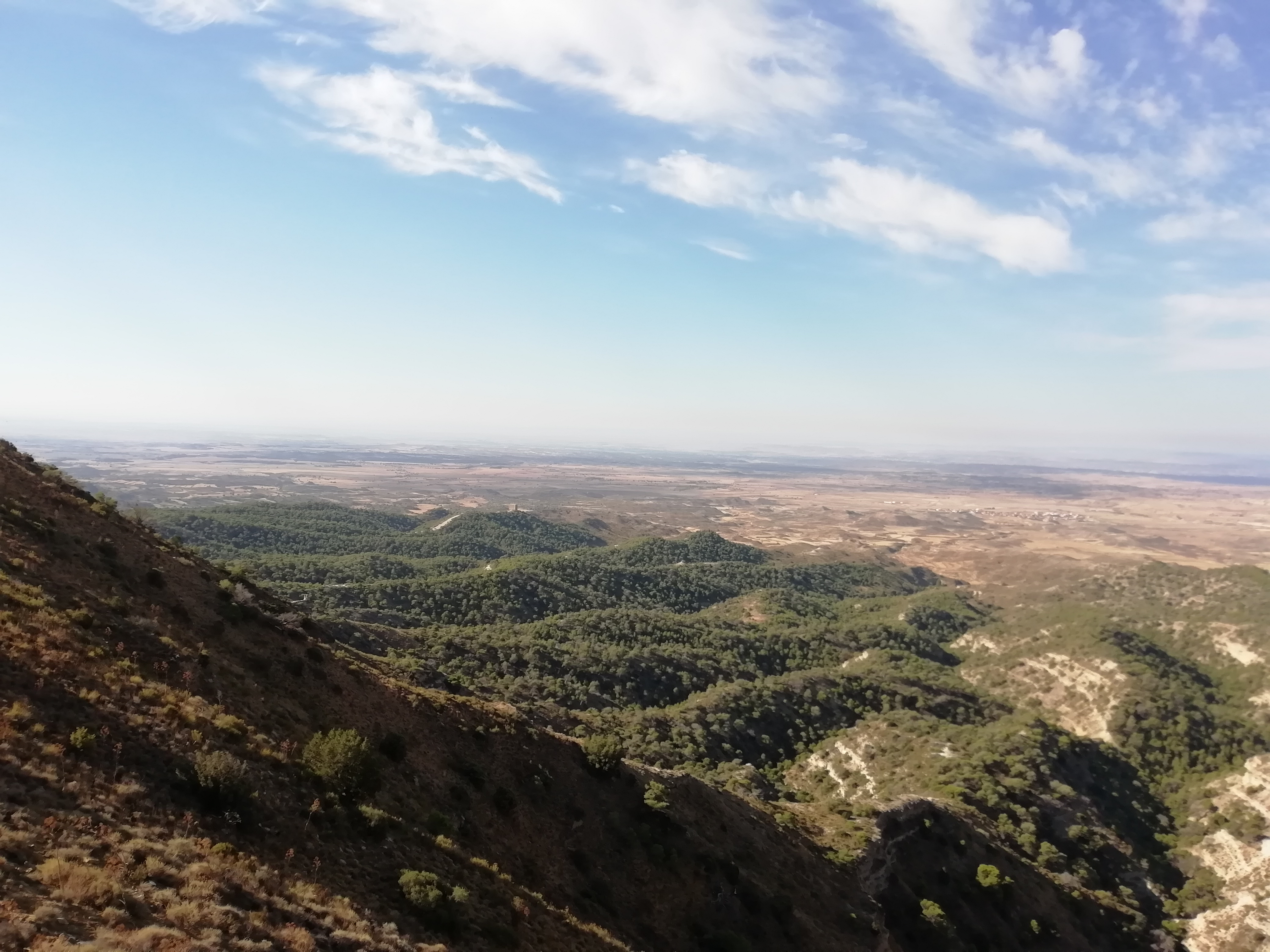
Vista a lo lejos de La Torraza de Farlete en la Sierra de Alcubierre, desde la cima de San Caprasio.

La Torraza de Farlete es una torre refugio, situada en la Sierra de Alcubierre a unos 6 km de Farlete, en la comarca de Los Monegros, dentro de la provincia de Zaragoza, en la Comunidad Autónoma de Aragón. La Torraza corona un pequeño montículo a unos 642 m s. n. m. desde el cual se puede visionar gran parte del Valle del Ebro. El camino de acceso a La Torraza se encuentra en el camino que asciende hacia la ermita de San Caprasio. Construida por la Baronía de Alfajarín en la Edad Media, esta datada entre los siglo XIII y XIV.

## Historia
Debido a la escasez de documentos es difícil contar la historia de La Torraza, ya que no se registra ninguna contienda bélica que fuera motivo para erigir la torre. Se sabe que la localidad de Farlete paso a dominio del linaje de los Cornel a finales del siglo XIII, una de las casas nobles más importantes del Reino de Aragón, de la que hay constancia ya en el siglo XII. Por eso, y debido a las características que presenta La Torraza, se estima que su edificación se realizaría entre el siglo XIII y XIV en una zona donde pasaba cerca el Camino Real que discurría entre Zaragoza, Sariñena y Monzón, pasando por la Sierra de Alcubierre. Por eso, su uso sería tanto de vigilancia como de refugio para la población local que transitara el camino, teniendo que pagar una especie de pago a modo de peaje.
Esta documentado que toda la región de los Monegros ha sido un territorio poco poblado en el que las condiciones de vida se han visto afectadas por las contingencias ocasionadas por el entorno. Debido a esto, no es raro pensar que la edificación de la torre sirviera también como un símbolo de poder de los Cornel, Señores de Alfajarín, para mostrar su presencia y dominio sobre la zona.
Se sabe que La Torraza seguía sirviendo de refugio durante el siglo XIX, ya que en aquella época todo el territorio de la Sierra de Alcubierre y de los Monegros era recorrido por bandoleros, traficantes y asaltantes de caminos, como el famoso y revolucionario Mariano Gavín Suñén, más conocido como "El Cucaracha".

### Restauración
La Torraza de Farlete ha sido sometida a una primera fase de restauración con una inversión realizada entre la Diputación Provincial de Zaragoza y el Ayuntamiento de Farlete gracias a las ayudas para la restauración de bienes inmuebles y de bienes muebles histórico-artísticos de propiedad municipal, en localidades de la provincia de Zaragoza, entre 2018 y 2019. Esta primera fase ha consistido en la consolidación del perímetro y la reconstrucción de las partes inferiores de la cimentación, que estaban en un estado de deterioro considerable.

## Descripción de la torre

### Exterior de la torre
La Torraza tiene una base de unos 13 metros de ancho por 18 de largo, dando un cuerpo rectangular. Esta construcción alcanza alrededor de 12 metros de altura, siendo probable que tuviera entre 2 y 3 metros más de altura, ya que ha perdido todo su remate, que sería almenado. El material utilizado para su construcción es de gruesa mampostería, con las esquinas reforzadas con piedra de sillar, algo típico en otras construcciones similares de la época. Otra de las características que presenta la construcción es una puerta de acceso elevada para la estancia principal de la torre. En las paredes de La Torraza, también se pueden apreciar algunas aspilleras, un elemento que empezó a proliferar en construcciones de este tipo a partir de siglo XII como método defensivo para cubrir puntos ciegos, siendo La Torraza del siglo XIII, no es raro encontrar estos elementos. Debido a su posición estratégica, no hay restos de que tuviera algún tipo de muralla o recinto defensivo.

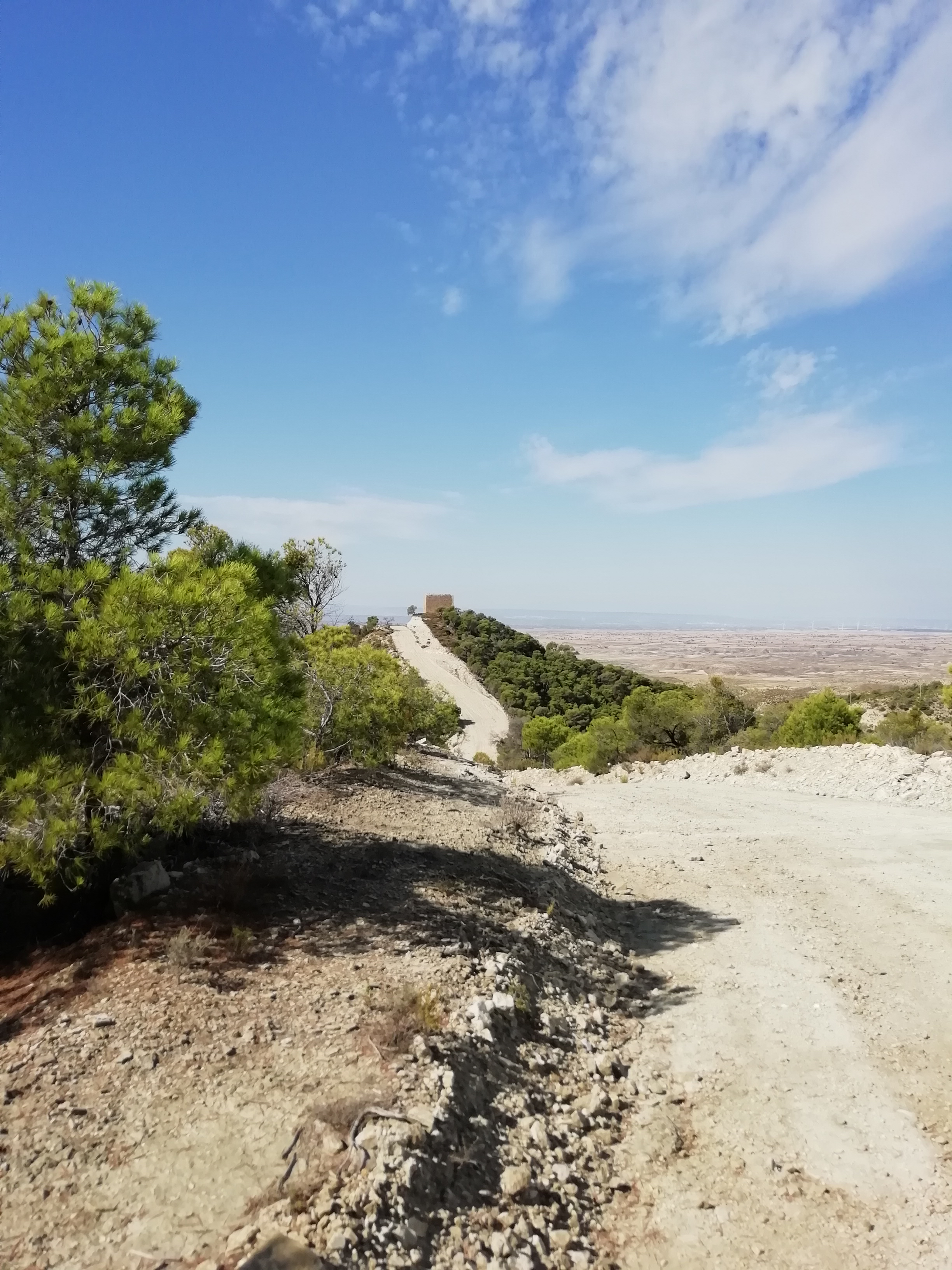
Camino hacia La Torraza de Farlete.
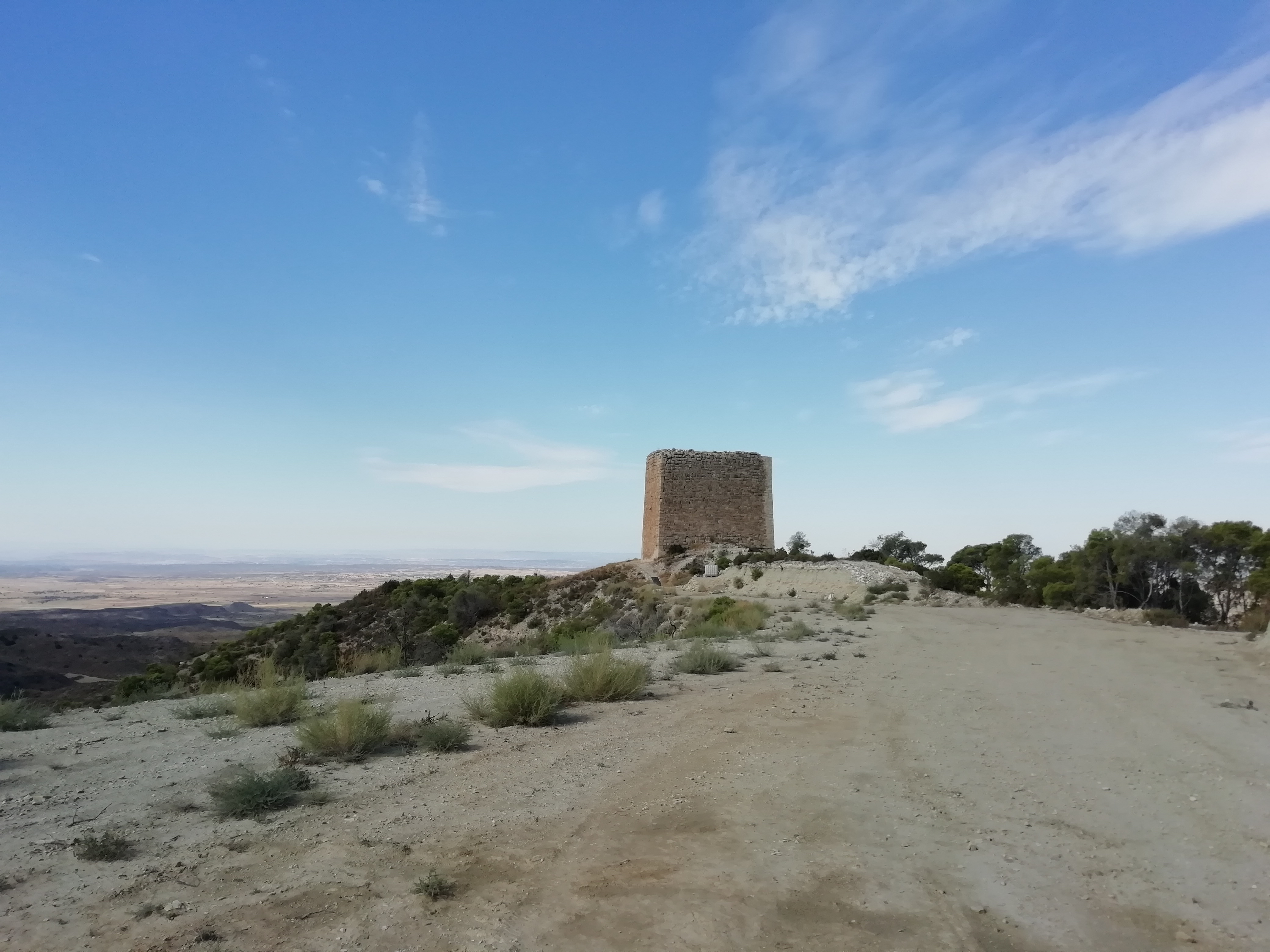
Entorno de La Torraza de Farlete.
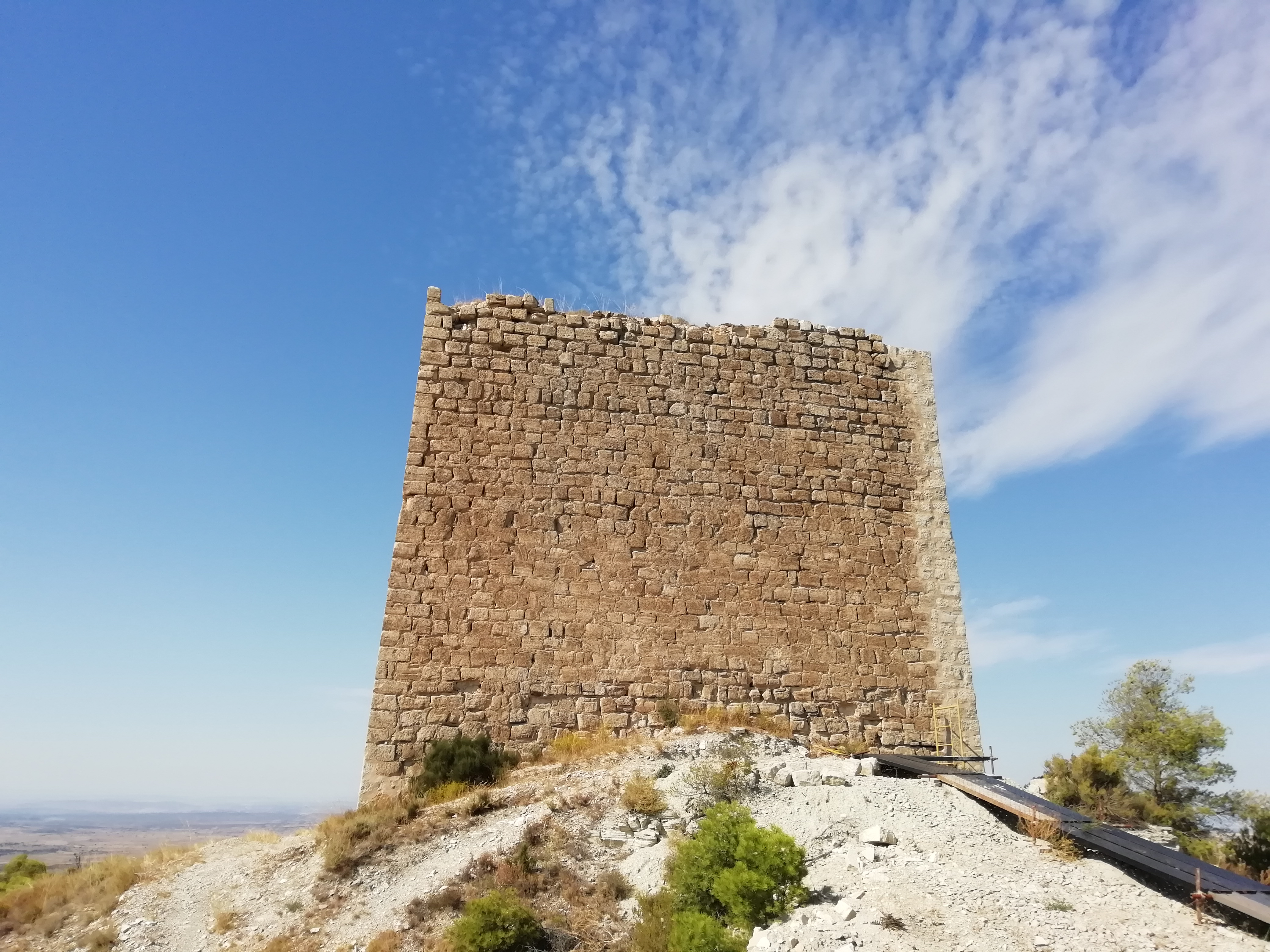
Exterior de La Torraza de Farlete.
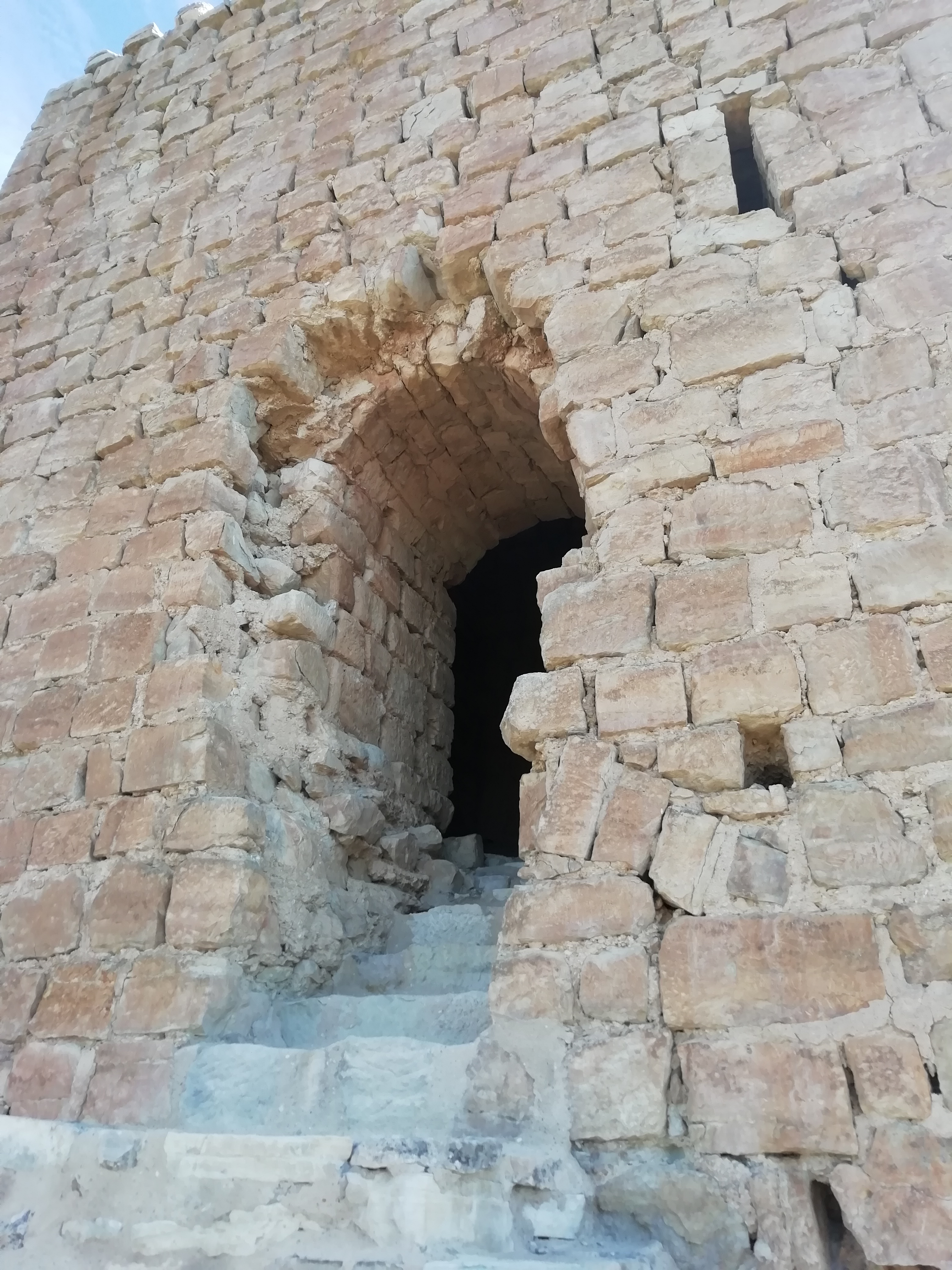
Puerta de acceso a La Torraza de Farlete.

### Interior de la torre
El interior de La Torraza es oscuro y austero, ya que al ser una construcción de carácter defensivo no tiene las comodidades que podría tener una torre palaciega de la época. Su techo tiene una bóveda apuntada y en las paredes se pueden ver restos de mechinales que sostenían las vigas o maderos, que debido al transcurso del tiempo no se han conservado. El edificio tiene una sala inferior donde se observan restos de un recubrimiento que tenían las paredes. Probablemente, esta sala inferior sería un aljibe, ya que este tipo de recubrimientos se utilizaban para contener el agua. Además, esta sala esta cubierta por una bóveda apuntada, algo que solían tener los aljibes. El acceso original a este aljibe se haría desde la planta principal en la que hay un hueco por el cual se puede bajar a esta sala inferior. No obstante, existe otra puerta de acceso a ras de suelo, lo que probablemente se realizaría con el devenir de los años, a medida que La Torraza fuera perdiendo su función original.

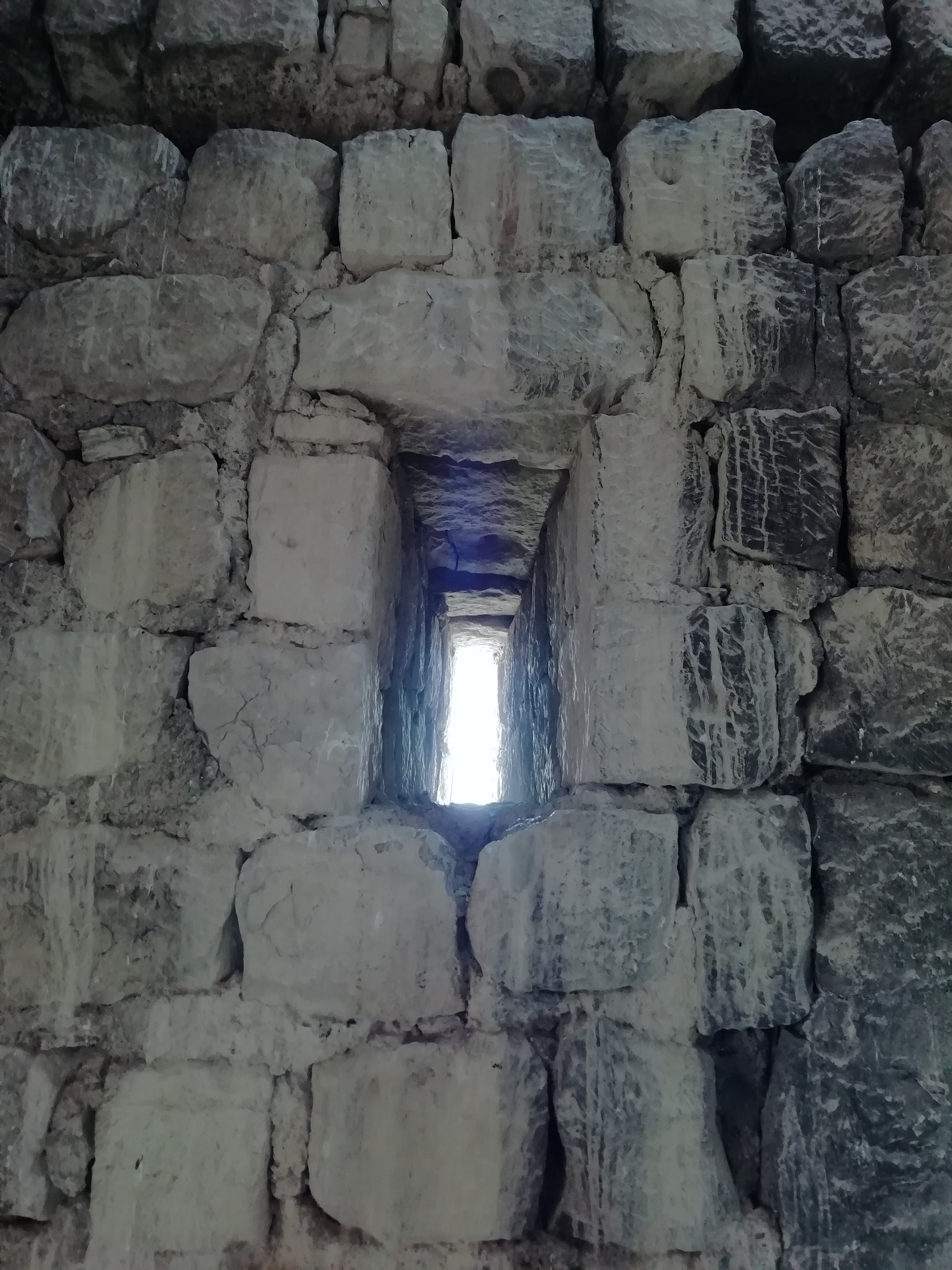
Aspillera en La Torraza de Farlete.
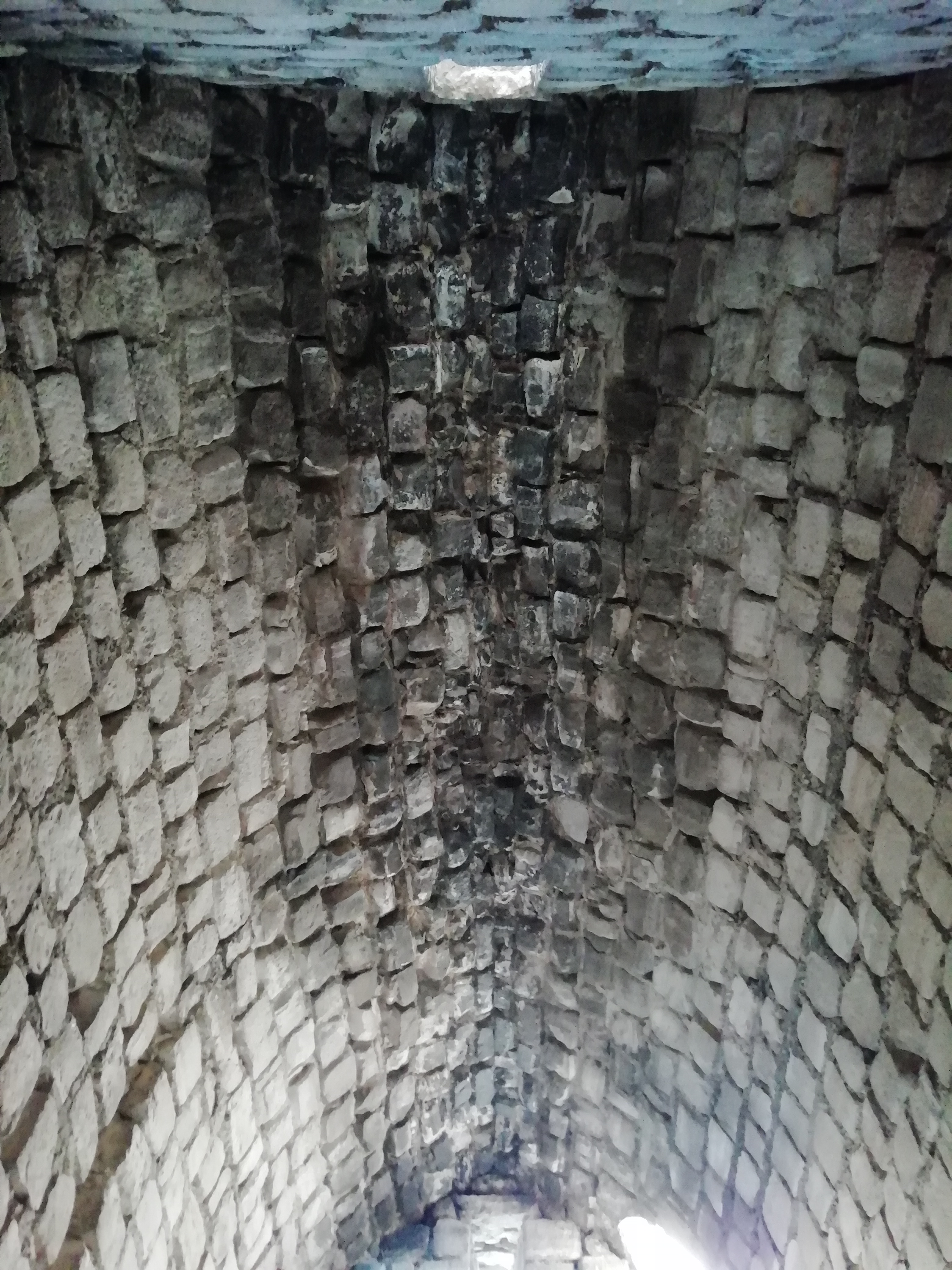
Bóveda de La Torraza de Farlete.
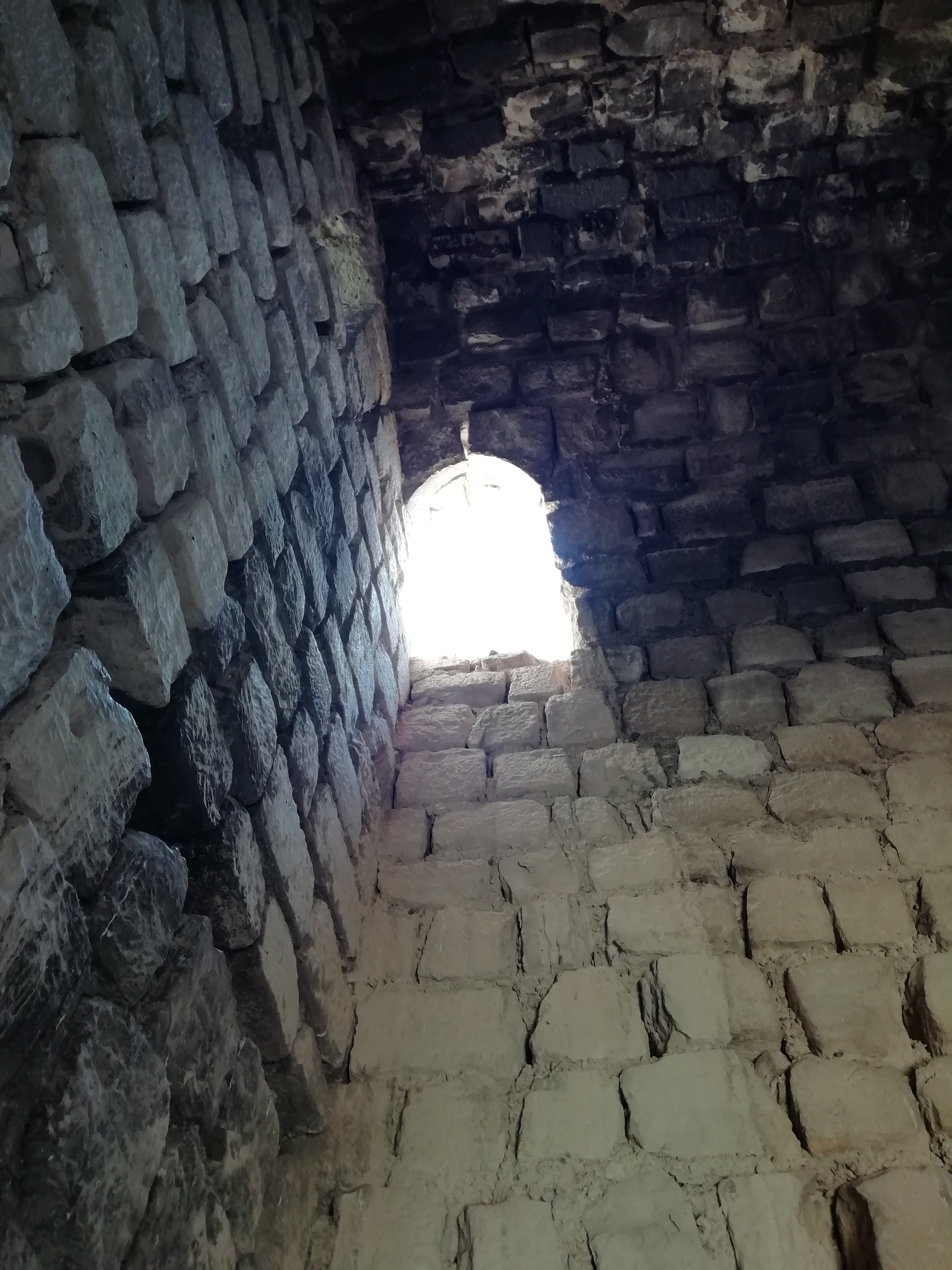
Ventana en La Torraza de Farlete.
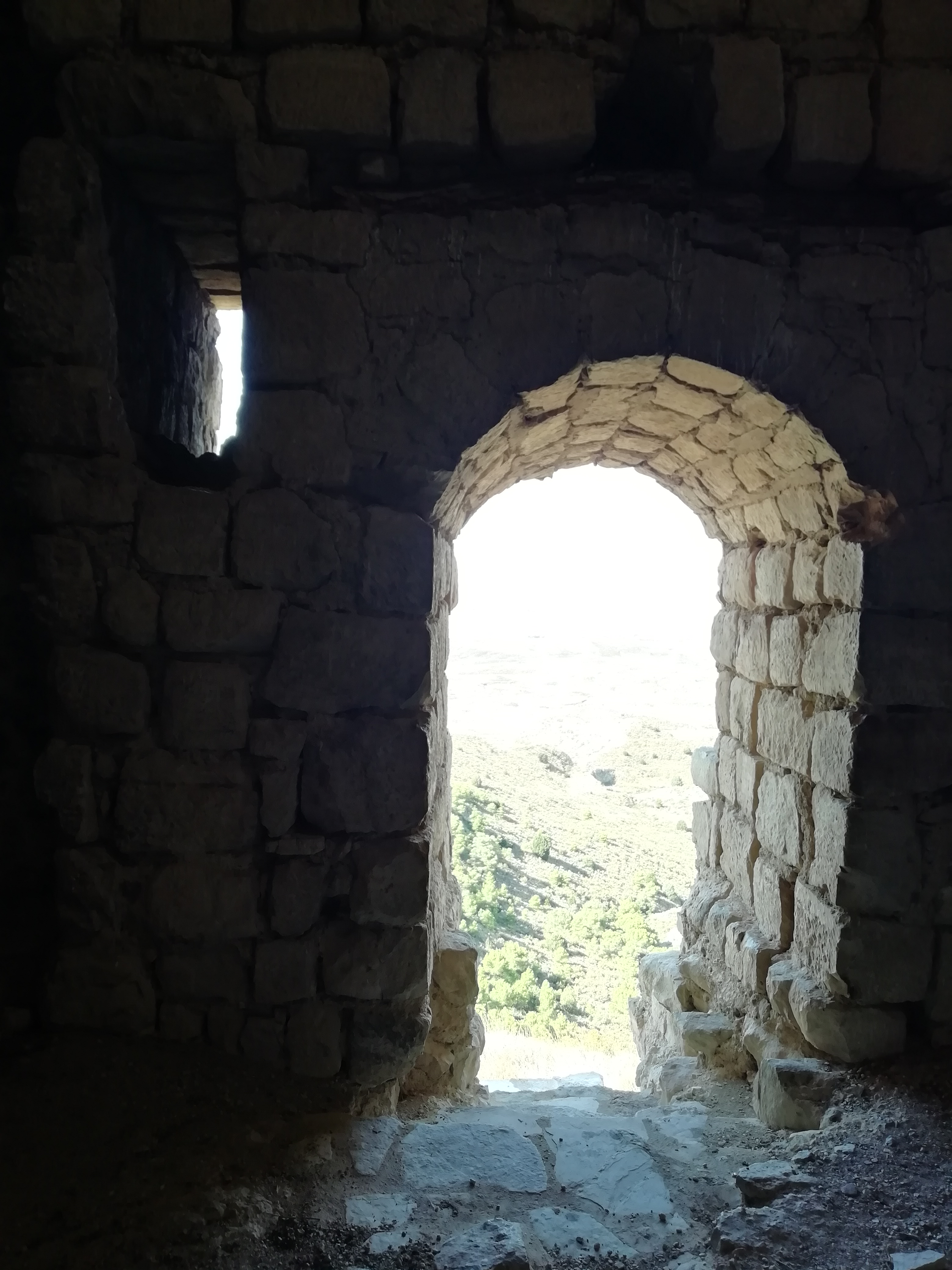
Puerta de entrada a La Torraza de Farlete.
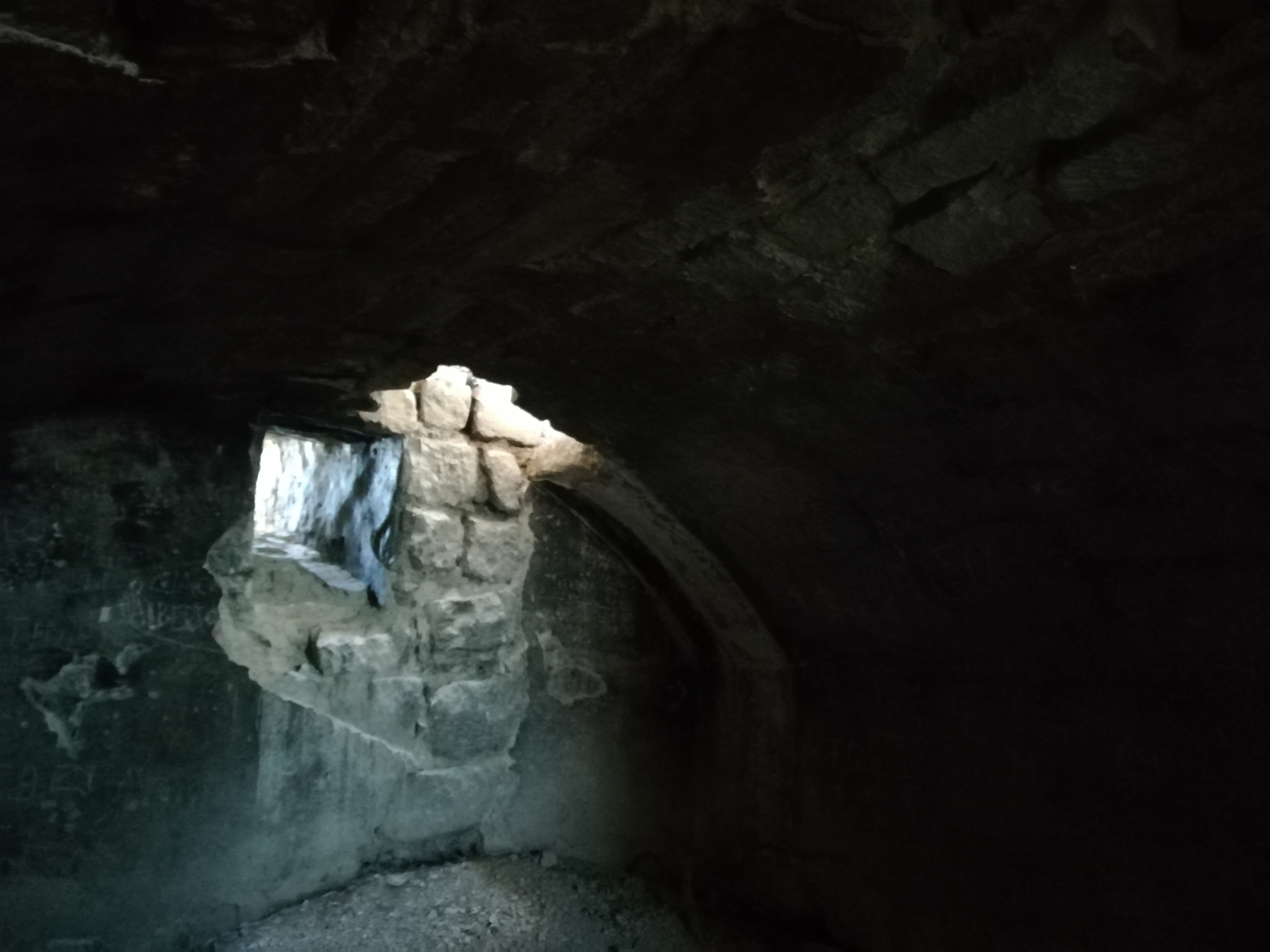
Sala inferior de La Torraza de Farlete.
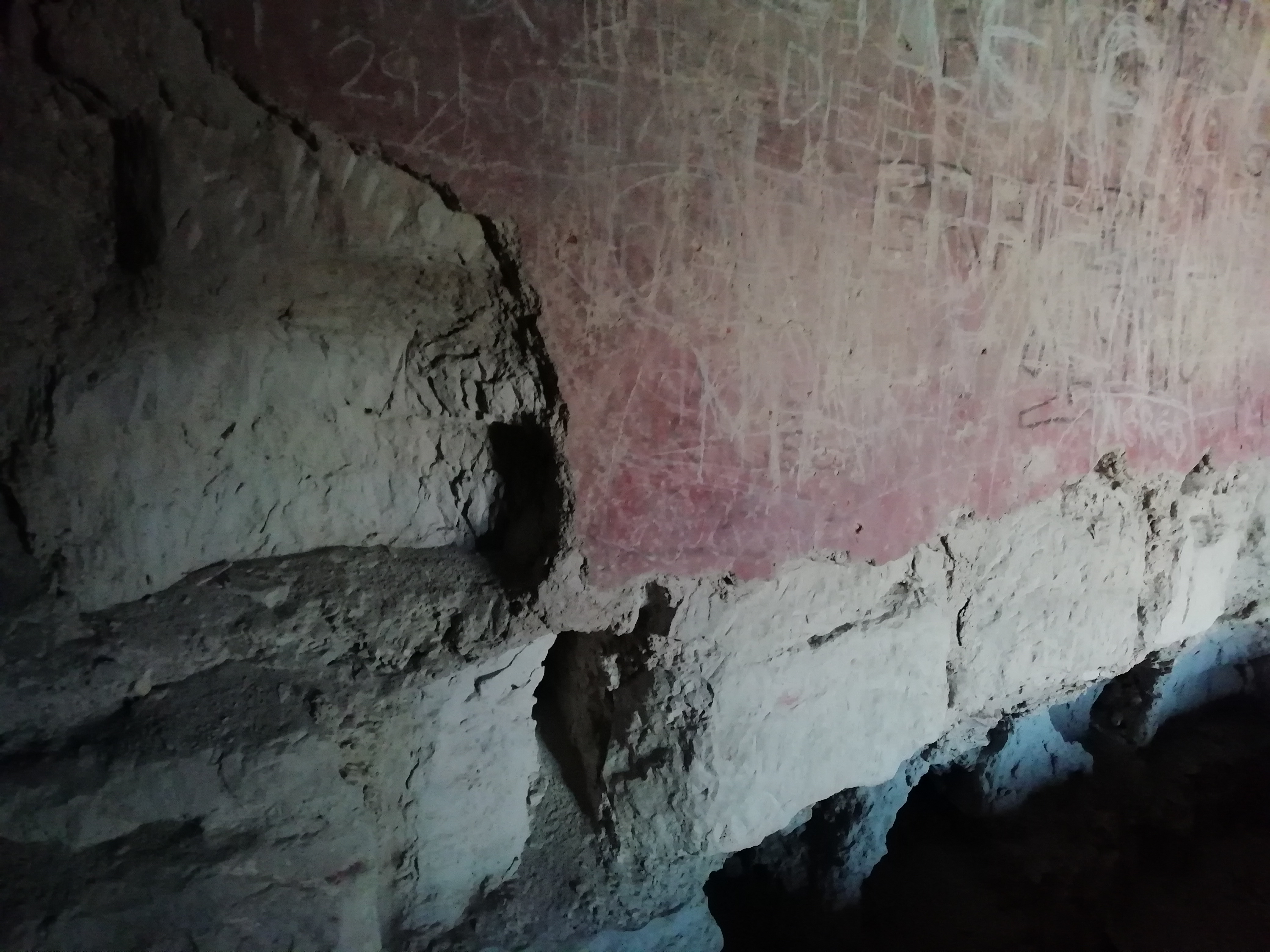
Recubrimiento de la pared en la sala inferior de La Torraza de Farlete.

## Catalogación
La Torraza de Farlete está incluido dentro de la relación de Castillos considerados Bienes de Interés Cultural, en virtud de lo dispuesto en la disposición adicional segunda de la Ley 3/1999, de 10 de marzo, del Patrimonio Cultural Aragonés. Este listado fue publicado en el Boletín Oficial de Aragón del día 22 de mayo de 2006.